# シャクニ
シャクニ（梵: शकुनि、IAST：Shakuni）
インドの叙事詩『マハーバーラタ』の登場人物。主人公のパーンダヴァらを害するカウラヴァ側の戦士の一人。ドリタラーシュトラの妻・ガーンダーリーの兄もしくは弟であり、ドゥルヨーダナらの伯父（叔父）にあたる。ガンダーラ国王のスバラの長男。

## 略歴
シャクニは骰子を自在に操れることを誇っており、ドゥルヨーダナに骰子賭博でユディシュティラを陥れる提案をし、ドリタラーシュトラを言葉巧みに説得する。しぶしぶ集会の場に出てきたユディシュティラを挑発してすべての財産、弟達、ユディシュティラ自身と妻を賭けさせて奪う。この骰子賭博を発端に、パーンダヴァとカウラヴァ両者は対立を深めていく。（詳細はユディシュティラの項目を参照）
　パーンダヴァ追放後、森で暮らす彼らを嘲笑いに行こうとするドゥルヨーダナに同行するが、カルナ同様にガンダルヴァ達を前に敗走している。その後、パーンダヴァらに救出され落ち込むドゥルヨーダナを慰めて自殺を止めようとしている。
　戦争直前には、息子のウルーカにパーンダヴァらへの罵詈雑言を伝言させている。
　クルクシェートラの戦いでは、パーンダヴァの五男・サハデーヴァの対戦相手に指名されている。戦争12日目には、弟達が斃された後、アルジュナ・クリシュナ相手に幻術（マーヤー）を用いて戦っている。
　戦争18日目、最後の指揮官であるシャリヤ王が斃れた後、ドゥルヨーダナの元で自軍を叱咤しながら奮戦する。息子ウルーカがサハデーヴァに殺された後、味方が乱れて逃げ出し始めるとそれと共に逃げようとするが、「クシャトリヤの務めを守り、我われと戦え！これまでの悪行の報いを今こそ思い知れ！ドゥルヨーダナの兄弟と身内で生き残ったのはお前だけだ。今日こそ貴様の首をこの矢で刎ねてくれるわ」と大声で呼びかけられ、向き直って槍を持って立ち向かうも、サハデーヴァに腕と首を切られて殺害される。
　戦後のガーンダーリーが嘆く場面では、その死を悼むと同時に、天界でも争いの種をまいてはいないかと懸念されている。

## 人物
ドゥヴァーパラ（二番目に悪い賽の目、および時代）の化身とされ、一貫して悪役として描写される。「ドゥルヨーダナは怨恨よりなる大樹である。カルナはその幹である。シャクニはその枝である。」とされ、主にドゥルヨーダナに邪悪な献策を行う参謀役とされる。ドゥルヨーダナ、カルナと結託し、様々な場面でパーンダヴァ達を殺そうとする。パーンダヴァとカウラヴァの戦争の発端となる骰子賭博の首謀者であり、作中ではあらゆる人物から邪悪な策士であることを指摘される。ただし、パーンダヴァを焼殺しようとした蝋宮殿の策はドゥルヨーダナが考えており、牧場視察は主にカルナが提案をしていたりと、骰子賭博以外は目立った活躍がない。
　イカサマ賭博師としての描写が中心であるが、戦争前のビーシュマの評価では「お前（ドゥルヨーダナ）の母方の叔父シャクニは一人前の戦士である。彼はパーンダヴァたちと敵対関係にあり、疑いなく戦うであろう。彼の無敵の軍隊は、戦いにおいて退却することなく、珍しい多くの武器を持ち、風のように迅速である。」とあり、戦士としてもカウラヴァ陣営に貢献している。